# 农安柏川木业农民工伤害事件
农安柏川木业农民工伤害事件是对位于吉林省农安县的长春市柏川木业公司（柏川木业），2006年至2009年的3年间，在该厂打工的6名农民工因工作先后造成伤害引发争议事件的记述，该事件经长春城市晚报报道后渐入公众视野引起关注。
2006年至2009年的三年时间，该厂先后有6名工人受工伤，其中5人手指被轧断、1人眼睛被木屑刺伤。申请劳动仲裁后，公司觉得赔偿的金额过高。柏川木业系农安民营企业，老板司义贤身为长春市人大代表、农安县政协常委、农安县商会副会长，2010年长春市“百名模范女性”之一。记者采访时，老板司竟称工人断指自残讹诈。用肢体残缺作赌注，仅有少许赔偿换取后半生的劳动能力缺失不符合一般逻辑。记者采访司时，司话语透露出对农民和农民工言行极为不敬，甚至有侮辱狂言；其言行已经严重伤害对农民和农民工感情，与其身上所获光环差距极大。根据城市晚报记者的实地采访与调查，该厂违反劳动法和合同法，严重侵害工人基本权益，拒绝签订劳动合同、拒办社保和基本工伤保险。